# Квачахия, Владимир Михердович
Владимир Михердович Квачахия (1891 год, село Махур, Сухумский округ, Кутаисская губерния, Российская империя — неизвестно, село Мухури, Гальский район, Абхазская АССР, Грузинская ССР) — звеньевой колхоза «Советская Абхазия» Гальского района Абхазской АССР, Грузинская ССР. Герой Социалистического Труда (1948).

## Биография
Родился в 1891 году в крестьянской семье в селе Махур Сухумского округа.
Во время коллективизации вступил в местную сельскохозяйственную артель, которая в последующие годы была преобразована в колхоз «Советская Абхазия» Гальского района. Трудился рядовым колхозником, звеньевым полеводческого звена.
В 1947 году звено под его руководством собрало в среднем с каждого гектара по 84,46 центнера кукурузы на площади 3 гектара. Указом Президиума Верховного Совета СССР от 21 февраля 1948 года удостоен звания Героя Социалистического Труда за «получение высоких урожаев кукурузы и пшеницы в 1947 году» с вручением ордена Ленина и золотой медали «Серп и Молот» (№ 703).
Этим же Указом званием Героя Социалистического Труда были награждены председатель колхоза «Советская Абхазия» Радион Васильевич Сирганава, бригадир Валериан Димитриевич Гвалия, звеньевые Валериан Константинович Булискерия, Илларион Степанович Конджария и Гуджа Абрагович Шарангия,
После выхода на пенсию проживал в родном селе Мухури (с 1994 года — Махур Ткварчельского района). Дата смерти не установлена.